# Relhania relhanioides
Relhania relhanioides là một loài thực vật có hoa trong họ Cúc. Loài này được (Schltr.) K.Bremer miêu tả khoa học đầu tiên năm 1976.